# Бела стена
Бела стена је плажа на острву Форконтумац, која почиње на 1159 км. пловног пута и завршава се на 1153 км. низводно од ушћа реке Тамиш. Налази се на територији града Панчева, а око 12 км је удаљена од центра Београда.

## Карактеристике подручја
На Белој стени је саграђено око 300 викендица. Насељен је само почетак (тзв. шпиц, гледано од Београда) аде, где се налази и пешчана плажа, ресторани, док се остатак налази под шумом. Преовладава канадска топола и у мањој мери јасен.
На Белој стени нема пијаће воде. Превоз чамцима до Беле стене је организован у летњим месецима из Вишњице, Панчева и из викенд насеља „Чапљин”, које се налази на левој обали Дунава и до кога се стиже колским путем, искључењем десно са пута Београд-Панчево у делу код надвожњака.
Током 1970их и 1980их Бела стена је била популарно излетиште, поготово дечјег туризма. Имала је око 20.000 посетилаца сваког викенда. Међутим, популарност је касније опала модернизацијом Аде Циганлије и плаже код Лида, близу Земуна. Ипак, процењује се да око 7.000 особа недељно посети Белу стену.
Близу овог места, рибари су у фебруару 1941. уловили сома од "сто килограма".

## Галерија
- Плажа
- Поглед са реке